# Leonardus Quyten
Leonardus Quyten (Asselt, 5 augustus 1651 – Leuven, 15 mei 1709) was een Nederlands priester, theoloog en academicus.
Hij studeerde Latijn en klassieke humaniora in het jezuïetencollege van Roermond om daarna aan de Universiteit van Leuven te gaan studeren in het college De Valk. Hij werd als theologiestudent tot priester gewijd en mocht verblijven in de pastorij van Wilsele, een dorp nabij de stad Leuven. Zijn thesis, die hij in 1675 succesvol verdedigde, handelde over het onderscheid tussen diefstal en roof: De furto & rapina. Qvæstio theologica quid furtum? Quid rapina? Quotuplciter [sic] committantur? Quos, ac ad quid obligent? In oktober 1683 werd hij president van het college De Lelie en hij bekleedde tevens het ambt van kanunnik in Harelbeke. Vanaf 1694 was hij ook professor (in de gewijde welsprekendheid) en kanunnik van de collegiale Sint-Pieterskerk in Leuven.
Quyten overleed in 1709 in de leeftijd van 58 jaar. Bij testament richtte hij studiebeurzen op voor de nakomelingen van zijn zus, Lucia Quyten, andere bloedverwanten en inwoners van Opper-Gelre.

## Bronmateriaal
- HABETS, J. Geschiedenis van het tegenwoordig bisdom Roermond en van de bisdommen, die het in deze gewesten zijn voorafgegaan: Het oude bisdom Roermond: 1559 - 1801, Volume 3, 1892.
- VAN DRIESSEN, A. ‘Disputationes ad valvas’ Thesisbladen aan de Leuvense universiteit in de zeventiende eeuw, 2018.